# 南三陸町立志津川小学校
南三陸町立志津川小学校（みなみさんりくちょうりつ しづがわしょうがっこう）は、宮城県本吉郡南三陸町志津川にある小学校である。

## 概要
旧志津川町の志津川地区を学区としている。

## 沿革
出典
- 1873年（明治6年） - 海円寺を校舎として、志津川小学校創設。当時の児童数は、上等・下等合わせて約130人。
- 1876年（明治9年） -  出藍小学校と改称。
- 1878年（明治11年） - 鳴皐小学校を併設。
- 1879年（明治12年） - 志津川小学校と改称し、鳴皐小学校廃校。
- 1881年（明治14年） - 初等・中等・高等の3科を併置。
- 1883年（明治18年） - 志津川高等小学校と改称（高等科4年・尋常科4年）。
- 1886年（明治19年） - 志津川尋常高等小学校と改称。
- 1889年（明治22年） - 町村合併により、清水小学校・荒砥小学校を統合し、分校とする。
- 1891年（明治24年） - 志津川町立志津川小学校と改称、志津川入谷・戸倉・歌津4か村組合高等小学校を併置。
- 1895年（明治28年） - 志津川尋常高等小学校と改称し、組合学校廃止。
- 1896年（明治29年）6月15日 - 19時32分頃に発生した明治三陸地震による大津波により、本校と分校の児童計54名が死亡した。
- 1907年（明治40年） - 校舎全焼。旭座他3戸の民家を借り、1909年（明治42年）7月まで仮校舎に充てた。
- 1909年（明治42年）7月 - 新校舎落成。
- 1912年（明治45年）2月 - 第二校舎落成。
- 1918年（大正7年）6月 - 第三校舎落成。
- 1937年（昭和12年）5月4日 - 2時50分頃に発生した志津川町大火により、第一校舎が全焼。6月30日まで旭製糸工業を仮校舎に充てる。
- 1940年（昭和15年）7月 - 城場17番4号に、新校舎落成。
- 1941年（昭和16年）
  - 4月 - 国民学校令により、志津川国民学校と改称。
  - 11月 - 校章と校歌を制定し、校旗を改定樹立。
- 1947年（昭和22年）7月 - 学制改革により、志津川町立志津川小学校に改称。
- 1951年（昭和26年）4月 - 講堂落成。清水・荒砥の両分校が独立し、それぞれ志津川町立清水小学校・志津川町立荒砥小学校となる。
- 1954年（昭和29年）1月 - 現在の校歌制定（作詩:白鳥省吾・作曲:海鉾義美）。
- 1960年（昭和35年）5月24日 - チリ地震による津波で被災し、児童3名が死亡。
- 1961年（昭和36年）5月 - 給食調理棟が落成し、完全給食開始。
- 1968年（昭和43年）4月 - 特殊学級開設。
- 1969年（昭和44年）7月 - プール落成。
- 1974年（昭和49年）4月 - 入谷小学校大船分校を併合し、志津川小学校大船分校と改称。言語障害児「ことばの教室」を開設。
- 1975年（昭和50年）4月 - 学校管理無人化方式を採用し、宿日直廃止。
- 1976年（昭和51年）4月 - 学校給食が町内全校に実施され、センター方式運営となる。
- 1979年（昭和54年）
  - 5月 - 新校舎建築付帯事業開始。
  - 12月 - 新校舎建築地鎮祭挙行。
- 1980年（昭和55年）
  - 3月 - 大船分校閉校。
  - 時期不明 - 現校舎が城場山に落成。
- 1981年（昭和56年）1月 - 新校舎移転作業実施し、入校式挙行。
- 1982年（昭和57年）3月 - 屋体とプールが完成。
- 1987年（昭和62年）8月 - くろしおグラウンド造成。
- 1991年（平成3年）9月 - 校庭修復工事竣工。
- 1998年（平成10年）4月 - 病虚弱学級開設。
- 1999年（平成11年）
  - 4月 - 情緒障害学級開設。
  - 5月 - みどりの少年団結成。
- 2002年（平成14年）4月 - 言語障害学級から通級指導教室（言語障害）に移行。
- 2005年（平成17年）10月1日 - 市町村合併に伴う南三陸町発足により、南三陸町立志津川小学校に改称。
- 2007年（平成19年）
  - 2月 - 南校舎1階バリアフリー工事実施。
  - 4月 - 学習支援室設置。
  - 12月 - 清水小学校・荒砥小学校と「ふれあい祭り」開催。同月、児童昇降口工事実施。
- 2008年（平成20年）4月 - 南三陸町立荒砥小学校と南三陸町立清水小学校を統合。
- 2011年（平成23年）
  - 3月11日 - 14時46分頃に発生した東日本大震災にて罹災。その後に発生した津波で本校1学年男児1名が死亡した（下記参照）。
  - 4月 - あおぞら教室実施。
  - 5月 - 地震の影響で延期された第1学期始業式と平成23年度入学式挙行。スクールバスの運行開始。
  - 9月 - 修学旅行が盛岡方面へ変更。
- 2012年（平成24年）4月 - 南棟1階に戸倉小学校が併設される。
- 2015年（平成27年）
  - 7月 - この月から翌年3月まで、体育館（屋根）と校舎（トイレ）大規模改修工事実施。
  - 10月 - 戸倉小学校新校舎落成により、戸倉小学校との併設を解消。
- 2016年（平成28年）12月 - この月から翌年2月まで、教室改修（放課後児童クラブ）工事実施。
- 2018年（平成30年）8月 - この月から翌年3月にかけて、校庭の仮設住宅の撤去工事実施。

## 児童数
2024年（令和6年）4月1日現在
| 学年 | 1年 | 2年 | 3年 | 4年 | 5年 | 6年 | あおぞら （特別支援） | 合計 |
| ---- | --- | --- | --- | --- | --- | --- | --------------------- | ---- |
| 学級 | 1   | 1   | 1   | 1   | 1   | 1   | 3                     | 9    |
| 児童 | 33  | 25  | 22  | 30  | 26  | 23  | 4                     | 163  |

## 通学区域と進学先中学校
出典

### 通学区域
- 大久保・保呂毛・田尻畑・西ヶ丘・廻館・旭ヶ丘・小森・八幡町・五日町・汐見・南町・十日町・大森・志津川中央・中央・新井田・沼田・東ヶ丘・天王山中央・天王山・沼田東・袖浜・平西・平東・荒西・荒東・双苗・大上坊・清水・細浦・一区の各行政区の区域及び林行政区のうち、黒崎41番地12号以南を除く区域

### 進学先中学校
- 南三陸町立志津川中学校

## 東日本大震災
- 2011年3月11日に発生した東日本大震災では高台にある志津川小学校には被害は無かったが、その後に発生した津波により、本校1学年男児1名が死亡した。また、しばらく本校が避難所として使用されることとなった。また、校舎に被害があった南三陸町立戸倉小学校の児童を受け入れている。
- 児童は震災前の半分以下と減り、多くの児童が南三陸町内及び登米市などの仮設住宅から通学するようになった[3]。2020年（令和2年）現在は約6割の児童がスクールバスを利用して通学するようになった[3]。

## 周辺
- 南三陸町子育て支援センター志津川地区放課後児童クラブ - 同一敷地内
- 電子基準点「志津川」 - 本校敷地内
- 志津川地域気象観測所（アメダス）
- JR東日本気仙沼線BRT志津川中央団地駅
- 志津川地区中央団地
- 南三陸町立志津川保育所 - 進学前保育所のひとつ
- 南三陸町立図書館（町立生涯学習センター）
- 宮城県警南三陸警察署

## アクセス
- JR東日本気仙沼線BRT志津川中央団地駅より、
  - 柳津方面のりばから、徒歩約135m・約2分。
  - 気仙沼方面のりばから、徒歩約150m・約2〜3分。
    - なお、学校正門からBRT停留所まで、直線距離では約60m前後だが、道路形状の関係で、遠回りとなる。